# 小行星21502
小行星21502（21502 Cruz）是一颗绕太阳运转的小行星，为主小行星带小行星。该小行星于1998年5月19日发现。

## 轨道参数
小行星21502的轨道半长轴为389 445 736 km，2.6032469 UA，离心率为0.121。